# 迷犬ルパンシリーズ
『迷犬ルパンシリーズ』（めいけんルパンシリーズ）は、辻真先によるユーモアミステリーのシリーズ。赤川次郎の『三毛猫ホームズシリーズ』を意識して描いており、第1作『迷犬ルパンの名推理』のカッパ・ノベルス版のカバーには「三毛猫ホームズに挑戦！」という謳い文句や、赤川次郎の執筆による三毛猫ホームズから迷犬ルパンへ送る文章が書かれている。三毛猫ホームズとの競演作『迷犬ルパンと三毛猫ホームズ 迷犬ルパンスペシャル』も刊行された。

## 主な登場人物
ルパン
主人公。雄の雑種犬（柴犬とチャウチャウのハーフ）で、色はダークセーブル。元は野良犬だったが、屋台で朝日刑事の食べていたおでんの具を盗み食いした際、一緒にいたランに気に入られて「ルパン」と名付けられ、ランの家に住んでいる。サファイヤと仲良し。
朝日 正義（あさひ まさよし）
警視庁捜査一課勤務の刑事。生真面目な性格で、趣味は写経。ランの家に下宿している。
川澄 ラン（かわすみ ラン）
芸能プロダクションに所属するアイドルタレント。朝日刑事を慕っている。
サファイヤ
ランの飼い犬。雌のマルチーズ。「サファイア」ではないとこだわっている。
川澄 健
ランの弟。
木暮 美々子
健のガールフレンド。

## シリーズ作品リスト

### 長編
- 迷犬ルパンの名推理
単行本：1983年7月、光文社（カッパ・ノベルス）、ISBN 978-4-334-02510-6
文庫本：1988年1月、光文社（光文社文庫）、ISBN 978-4-334-70674-6
- 迷犬ルパンの大活劇
単行本：1983年12月、光文社（カッパ・ノベルス）、ISBN 978-4-334-02527-4
文庫本：1988年5月、光文社（光文社文庫）、ISBN 978-4-334-70739-2
- 迷犬ルパンの檜舞台
単行本：1984年7月、光文社（カッパ・ノベルス）、ISBN 978-4-334-02562-5
文庫本：1988年7月、光文社（光文社文庫）、ISBN 978-4-334-70772-9
- 迷犬ルパンの蒸発
単行本：1985年2月、光文社（カッパ・ノベルス）、ISBN 978-4-334-02588-5
文庫本：1989年1月、光文社（光文社文庫）、ISBN 978-4-334-70874-0
- 迷犬ルパンの犬疑
単行本：1985年6月、光文社（カッパ・ノベルス）、ISBN 978-4-334-02605-9
文庫本：1989年4月、光文社（光文社文庫）、ISBN 978-4-334-70925-9
- 迷犬ルパンの挑戦
単行本：1986年3月、光文社（カッパ・ノベルス）、ISBN 978-4-334-02642-4
文庫本：1990年5月、光文社（光文社文庫）、ISBN 978-4-334-71141-2
- 四国殺人Vルート 迷犬ルパンと「坊っちゃん」：1987年5月、光文社（カッパ・ノベルス）、ISBN 978-4-334-02702-5
迷犬ルパンと「坊っちゃん」：1991年1月、光文社（光文社文庫）、ISBN 978-4-334-71268-6
- 迷犬ルパンと地獄谷
単行本：1988年2月、光文社（カッパ・ノベルス）、ISBN 978-4-334-02745-2
文庫本：1991年5月、光文社（光文社文庫）、ISBN 978-4-334-71339-3
- 迷犬ルパンと幽霊海峡 「青函トンネル・瀬戸大橋」殺人事件：1988年6月、光文社（カッパ・ノベルス）、ISBN 978-4-334-02766-7
迷犬ルパンと幽霊海峡：1992年2月、光文社（光文社文庫）、ISBN 978-4-334-71473-4
- 迷犬ルパン、ハウステンボスを走る：1992年9月、光文社（光文社文庫）、ISBN 978-4-334-71586-1
- 迷犬ルパンと殺人結婚
単行本：1988年12月、光文社（カッパ・ノベルス）、ISBN 978-4-334-02794-0
文庫本：1994年4月、光文社（光文社文庫）、ISBN 978-4-334-71864-0
- 迷犬ルパンの大逆転
単行本：1989年8月、光文社（カッパ・ノベルス）、ISBN 978-4-334-02828-2
文庫本：1994年12月、光文社（光文社文庫）、ISBN 978-4-334-71979-1
- 迷犬ルパンと里見八犬伝：1996年10月、光文社（光文社文庫）、ISBN 978-4-334-72301-9
- 迷犬ルパン異世界に還る：2023年12月、同人誌

### 短編集
- 迷犬ルパンとアイドル：1984年10月、学研（学研の新・創作シリーズ）、ISBN 978-4-05-105516-5
- 迷犬ルパンの東京暗殺マニュアル
文庫本：1993年6月、光文社（光文社文庫）、ISBN 978-4-334-71716-2
単行本：1995年9月、コスミックインターナショナル（コスモノベルス）、ISBN 978-4-88532-397-3
- 迷犬ルパンの大売出し：1995年12月、光文社（光文社文庫）、ISBN 978-4-334-72161-9

### 迷犬ルパンスペシャル
- 犬墓島 迷犬ルパンスペシャル：1984年10月、光文社（光文社文庫）、ISBN 978-4-334-70048-5
- 蜘蛛とかげ団 迷犬ルパンスペシャル：1986年9月、光文社（光文社文庫）、ISBN 978-4-334-70410-0
- お犬捕り物帳 迷犬ルパンスペシャル：1987年9月、光文社（光文社文庫）、ISBN 978-4-334-70611-1
- 線と面 迷犬ルパンスペシャル：1988年9月、光文社（光文社文庫）、ISBN 978-4-334-70806-1
- 銀河鉄道の朝 迷犬ルパンスペシャル：1989年10月、光文社（光文社文庫）、ISBN 978-4-334-71011-8
- 鉄腕ルパン 迷犬ルパンスペシャル：1990年9月、光文社（光文社文庫）、ISBN 978-4-334-71214-3
- 迷犬ルパンと三毛猫ホームズ 迷犬ルパンスペシャル：1991年9月、光文社（光文社文庫）、ISBN 978-4-334-71397-3

## ドラマ
1985年12月24日、『クリスマススペシャル 迷犬ルパンは名探偵!?』としてテレビ朝日でドラマ化された。脚本：高橋正康。演出：小松範任。製作：東映。
キャスト
松本伊代
太川陽介
佐藤B作
神山繁
水谷大輔
風祭ゆき